# Волшебные холмы
«Волшебные Холмы» — российский рисованный мультсериал о приключениях белого медвежонка Эльки и его друзей. Риквел предыдущего проекта по Эльке. Мультсериал создан в 2005—2006 годах на студии Тема.
Также существует адаптация в виде журналов серии «Элька и его мечта», стиль которых подогнан к полнометражному мультфильму, и которые выпускались с 2006 по 2010 года, но в настоящее время в сети можно найти исключительно один единственный первый выпуск.

## Сюжет
Волшебные Холмы — это сказочная страна. Так получилось, что однажды она оказалась разделённой на четыре части. На одном Холме навсегда осталась зима, на другом — весна, на третьем — лето, а на четвёртом — осень. А между ними, посередине, озеро, в котором обитает акула (в журнале Элька и его мечта её не наблюдается). На каждом Холме живут по зверю, но они ничего не знают друг о друге (исключением является чайка, не имеющая своего холма). Также, холмы с озером окружает так называемый «Заколдованный лес» — область, покрытая хвойными в перемешку с голыми лиственными деревьями, где очень легко заблудиться, и которой почти все персонажи сторонятся.
И вот однажды Весточка — Звёздный Почтальон — решила их всех подружить. Для этого она подарила медвежонку Эльке волшебную мечтательно-подзорную трубу. Глянешь в неё на то место, куда тебе хочется попасть, и ты уже там…

## Персонажи
- Элька — белый медвежонок с красными шапкой и шарфом, житель Зимнего холма. Север.
- Квика — тёмно-фиолетовая скворчиха, живущая на Весеннем холме. Восток.
- Умба — загорелый бегемотик с рыжей причёской в стиле афро, одетый в жёлтую футболку и зелёные шорты. Живёт в рондавеле, которую все почему-то называют бунгалом, на Летнем холме. Юг.
- Боба — бобрёнок, проживающий на Осеннем холме. Запад.
- Чайка — персонаж, выглядит как обычная чайка, довольна шутлива и надоедлива
- Весточка — звёздный почтальон, подарила Эльке Волшебную подзорную трубу, давая ему и его друзьям возможность путешествовать с холма на холм.

## Роли озвучивали
- Лариса Брохман — Элька
- Ольга Шорохова — Весточка
- Дмитрий Филимонов — Умба
- Марина Зубанова — Квика
- Елена Габец — Чайка
- Дмитрий Полонский — Боба

## Список серий

### 1 сезон
- Мечтательно-подзорная труба. Зима. или Элька ищет друзей.
- Знакомство с Умбой. Лето.
- Квика. Весна.
- Боба. Осень
- Игра в хоккей
- Умба болеет
- День рождения Чайки
- Фестиваль ледяных скульптур
- Квика и Шахматы
- Элька и Виндсёрфинг
- Театр
- Изобретатель
- Тайна

### 2 сезон
- Смельчаки
- Подводная одиссея
- Поиски музыки
- Бобслей
- Пиротехника
- Праздник шоколада
- Романсы Квики
- Голливуд
- В лабиринте
- Что такое Новый год
- Умба влюбился
- Звезда

## Награды
- 2006 — Всероссийский фестиваль визуальных искусств в ВДЦ «Орлёнок»: Гран-при «За Разработку нового российского анимационного образа детского героя».
- 2006 — 11 Международный фестиваль детского анимационного кино «Золотая рыбка» : Приз фестиваля «За лучший персонаж детского анимационного кино» присуждается медвежонку Эльке.[1]